# Општина Стари град (Нови Сад)
Општина Стари град је била једна од седам градских општина Новог Сада у раздобљу између 1980. и 1989. године. Општина је обухватала део градског насеља Нови Сад, односно градску четврт Стари град, као и делове Лимана и Роткварије.